# Villers-les-Bois
Villers-les-Bois ist eine französische Gemeinde im Département Jura in der  Region Bourgogne-Franche-Comté. Sie gehört zum Arrondissement Dole und zum Kanton Bletterans. Die Einwohner nennen sich Villerbotins oder Villerbotines.

## Geografie
In der Gemeindegemarkung liegen kleine Seen, darunter der Étang des Bois, der Étang Vieux, der Petit Étang Vieux und der Étang des Filies. Im Südwesten verläuft die Autoroute A36, genannt Autoroute verte. Die angrenzenden Gemeinden sind Souvans und Mont-sous-Vaudrey im Norden, Oussières im Osten, Colonne im Südosten, Biefmorin im Südwesten, Bretenières im Westen und Séligney im Nordwesten.

## Bevölkerungsentwicklung
| Jahr                       | 1962 | 1968 | 1975 | 1982 | 1990 | 1999 | 2008 | 2017 |
| -------------------------- | ---- | ---- | ---- | ---- | ---- | ---- | ---- | ---- |
| Einwohner                  | 200  | 169  | 141  | 142  | 211  | 209  | 198  | 212  |
| Quellen: Cassini und INSEE |      |      |      |      |      |      |      |      |

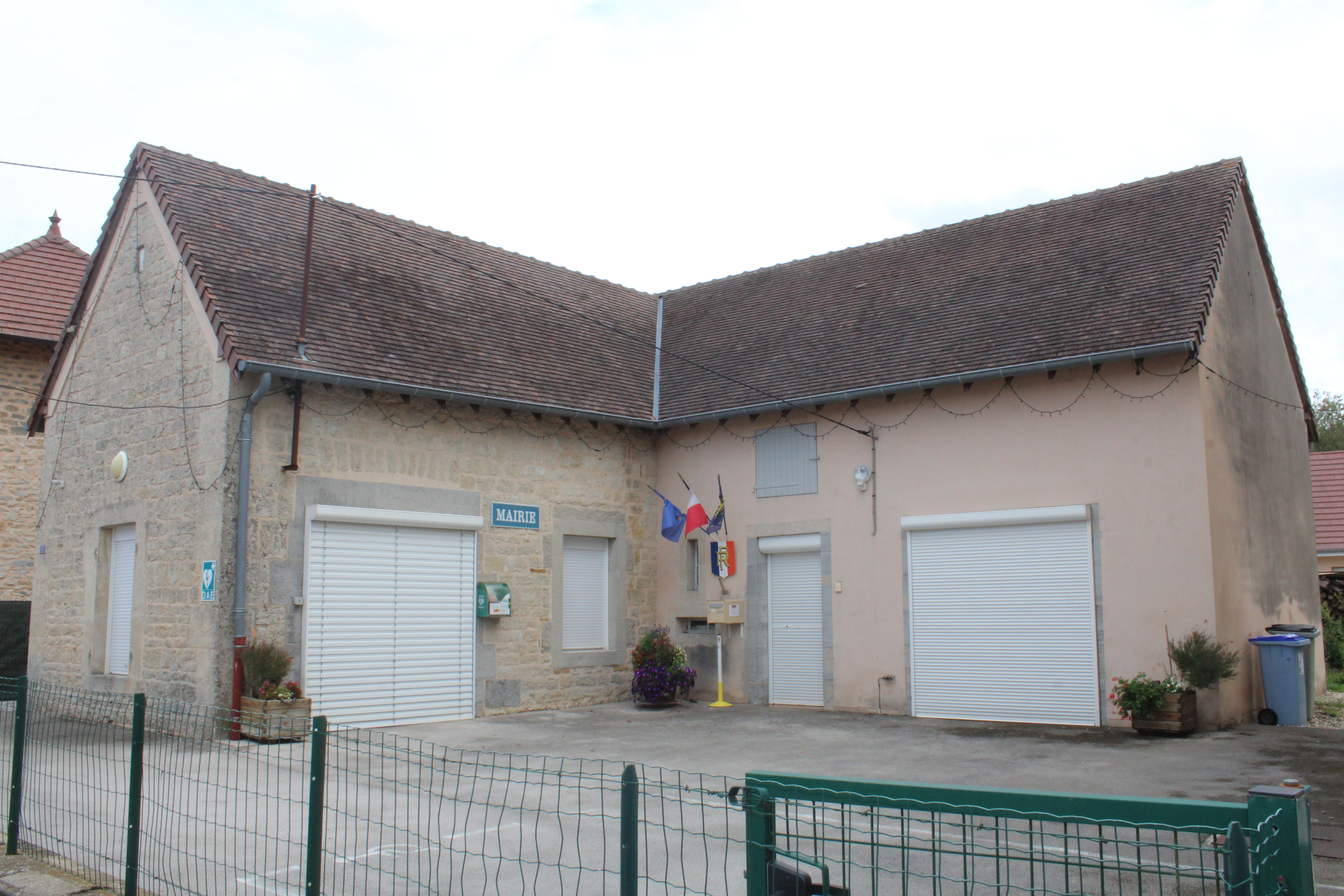
Mairie Villers-les-Bois
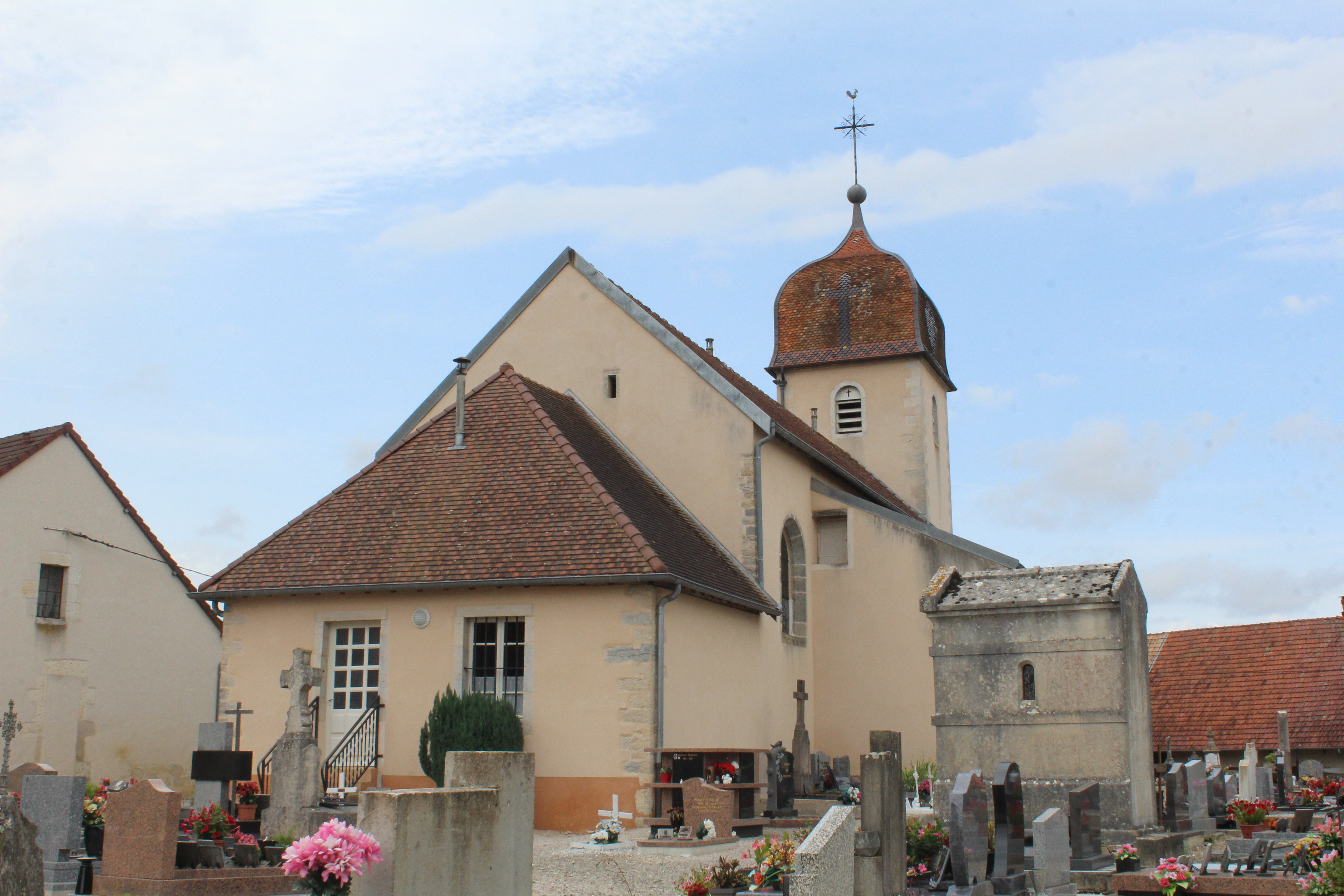
Kirche Saint-Étienne